# (8925) Boattini
(8925) Boattini – planetoida z grupy pasa głównego asteroid okrążająca Słońce w ciągu 3 lat i 138 dni w średniej odległości 2,25 au. Została odkryta 4 grudnia 1996 roku w Asiago Observatory w Cima Ekar przez Maurę Tombelli i Ulissa Munari. Nazwa planetoidy pochodzi od Andre Boattiniego, włoskiego astronoma, odkrywcy 189 asteroid. Przed nadaniem nazwy planetoida nosiła oznaczenie tymczasowe (8925) 1996 XG32.